# Гаунило из Мармутье
Гаунило из Мармутье, или Гаунилон, (XI век) — бенедиктинский монах из монастыря Мармутье во Франции. Известен своим возражением на онтологическое доказательство существования Бога в «Прослогионе» у Ансельма Кентерберийского.
В своем сочинении «В защиту глупца» Гаунилон возражает против ничем не подкрепленного, с его точки зрения, скачка из мысли в реальность, который осуществляет Ансельм в своем доказательстве бытия Бога: «В разуме я имею и ложное, и само по себе вообще никак не существующее» (Resp. pro insip., 2; пер. И. В. Купреевой). «Например, — пишет Гаунилон, — люди говорят, что где-то в океане есть остров, который из-за трудности или, вернее сказать, невозможности отыскать иные называют потерянным и о котором рассказывают, что он гораздо больше, чем острова блаженных, изобилует неисчислимым множеством богатств и всяческих наслаждений и… превосходен перед всеми землями, населенными людьми, обилием благ. Положим, кто-то рассказывает мне, что это так, и я легко понимаю сказанное, в чем нет никакой трудности. Но если он вслед за этим, как бы последовательно добавляя, говорит: „Ты больше не можешь сомневаться в том, что этот остров, превосходнейший из всех земель, где-то есть в реальности, так же как ты не сомневаешься в том, что он есть в твоем разуме. А так как превосходнее быть не только в уме, но и в реальности, то он с необходимостью должен быть в реальности…“, то я должен либо счесть, что он шутит, либо уж не знаю, кого нужно почитать за большего глупца» (Resp. pro insip., 6; пер. И. В. Купреевой).